# 犯る男
『犯る男』（やるおとこ）は、2015年8月22日に公開された日本の映画。2015年1月2日に『痴漢電車　悶絶！裏夢いじり』のタイトルでピンク映画として公開された作品のR15版作品である。振り仮名つきの『犯（や）る男』とも表記される。

## 概要
ピンク映画の痴漢電車シリーズの系譜を受け継ぐ一遍として山内大輔が監督、脚本。2015年1月2日、『痴漢電車　悶絶！裏夢いじり』として公開。主演の朝倉ことみ、涼川絢音ともにピンク映画初出演となる（ともにオリジナルビデオに出演経験あり）。オーピー映画がR-18作品を一般劇場向けに作品を送り出すプロジェクト「OP PICTURES＋」の第1弾作品（もう1作は『誘惑遊女〜ソラとシド〜』）として濡れ場を削り、物語性のあるカットを追加し再編集され、2015年8月22日『犯る男』として一般公開。低予算でも工夫次第でいろんなことできるということがわかる野心作と大きな反響を得る。またアダルトビデオ出身のヒロイン2人の演技はもとより、川瀬陽太の狂気の演技は第25回日本映画プロフェッショナル大賞 主演男優賞を受賞するに至るほどの評価を受けた。
エンディングは「一応会社的には、お正月映画なんで、ハッピーエンドにって話で」考えたラストであったが、2017年7月6日にはラストシーンを追加した『犯（や）る男・最終版』を公開した。
最終版は大蔵映画に海外映画バイヤーから依頼が来たことにより制作された。70分では短いので20分足すことになったが、監督の山内によると素材をただ引き延ばすのは嫌だったため、一部は2017年7月公開の『私みたいな女』の映像を流用している。また、この追加編集は『ナイト・オブ・ザ・リビングデッド最終版』にならい、あえてエクスプロイテーション風味にしており、興行的理由のためだけで作家的作品にしないことがカッコいいという意味合いで作り上げたバージョンであると述べている。

## あらすじ
出所し行き場をなくしていた吉井にとって、女性は嫌悪と性欲処理の対象でしかなかった。満員電車で真面目そうなOLを痴漢。恐怖におびえるOLを追いかけ犯すとキャッシュカードを盗み、暗証ナンバーを聴き生活費に充てる。そんな最低で絶望に満ちた生き方を行っていた。さて、次のターゲットは……。男が押し入った部屋には全裸で鎖につながれたユリ子がいた。

## キャスト
ユリ子
演 - 朝倉ことみ
全裸で鎖につながれていた女性。
麻里
演 - 涼川絢音
恐怖におびえる真面目な女性。職業は家庭問題解決アドバイザー。
劇中後半の足がメカニカルになる展開は、初期設定では足を切られて盗まれる役柄だったことの名残。
和子
演 - 朝宮涼子
欲求不満の中年主婦。
絵麻
演 - 瀬戸友里亜
結婚間近の女性。
路子
演 - 和田光沙
吉井の亡き妻。
吉井
演 - 川瀬陽太
妻を殺し刑務所に入っていた男。押し込み強盗で生活費を稼ぎ、愛犬・ヨシコと暮らしている。
矢木澤貴男
演 - 野村貴浩
DV旦那。

## スタッフ
- 製作：VOID FILMS[7]
- 提供：オーピー映画
- 監督・脚本・編集：山内大輔
- 音楽：山内大輔[8]
- 撮影監督：田宮健彦
- 録音：大塚学
- 助監督：江尻大
- スチール：津田一郎
- 特殊メイク：土肥良成、北落香奈子